# 梁允瑜
梁允瑜（英語：Chloe Leung，1998年1月11日—），原名梁芊琳，香港女主持、演員及模特兒，香港無綫電視基本藝人合約女藝員，是《2021年度香港小姐競選》及《香港小姐再競選》參賽者，2024年轉為經理人合約。

## 簡歷
梁允瑜早年就讀胡素貞博士紀念學校、馬鞍山聖若瑟中學，曾經獲得由香港電台主辦的第二季度「通識漫畫徵文比賽」四月份優秀作品獎。她其後畢業於香港城市大學市場營銷系，做過模特兒。曾參選2021年度香港小姐競選於20強止步。參選期間被播出用粗口鬧男友短片，因而被傳媒封她為「粗口港姐」。。

## 演出

### 電視劇（無綫電視）
- 2022年至今：《愛·回家之開心速遞》 飾 醉娃（第1604集）、Mocha （第1675集至今）
- 2022年：《美麗戰場》 飾 婷婷（第10－13集）
- 2022年：《輕·功》 飾 客人（第1、7集）；Enya（第20集）
- 2023年：《法言人》 飾 法律人員（第1、4集）；旁聽（第12集）
- 2024年：《黑色月光》 飾 朱祖娜
- 2025年：《麻雀樂團》 飾 世昌女友Mary（第4 - 5集）

### 電視節目（無綫電視）
- 2021年：《2021年度香港小姐競選》《STAY-CATION晉級賽》
- 2021年：《2021年度香港小姐競選》準決賽佳麗
- 2022年：《全城一叮》
- 2022年：《香港小姐再競選》
- 2022年：《萬千星輝賀台慶》